# Alanyl-ARNt synthétase
L'alanyl-ARNt synthétase est une ligase qui catalyse la réaction,, :
ATP + L-alanine + ARNtAla  {\displaystyle \rightleftharpoons }  AMP + pyrophosphate + L-alanyl-ARNtAla.
Cette enzyme assure la fixation de l'alanine, l'un des 22 acides aminés protéinogènes, sur son ARN de transfert, noté ARNtAla, pour former l'aminoacyl-ARNt correspondant, ici l'alanyl-ARNtAla.